# Maricruz Olivier
María de la Cruz Olivier Obergh (Tehuacán, Puebla, 19 de setembre de 1934-Ciutat de Mèxic, 10 d'octubre de 1984), coneguda com Maricruz Olivier, va ser una actriu mexicana. Estudi en la Ciutat de Mèxic dos anys de carrera professional de Filosofia i Lletres i a més actuació en l'Acadèmia Andrés Soler.

## Infantesa
María de la Cruz Oliver Obergh va néixer el 19 de setembre de 1934 a Tehuacán, Puebla, México. Els seus pares van ser Jesús Erick Olivier Miranda i Mercedes Shirley Obergh, el seu pare va ser d'ascendència francesa i la seva mare originària dels Estats Units. Més tard es mudaria a la Ciutat de Mèxic, lloc on estudiaria filosofia i lletres, literatura i actuació durant dos anys a l'«Acadèmia Andrés Soler».

## Carrera
Maricruz va fer el seu debut cinematogràfic en 1951 amb la pel·lícula Esos de Pénjamo

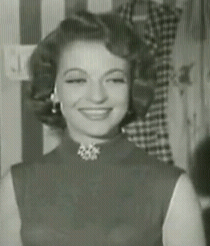
Olivier a Angelitos del trapecio (1959).

Va ser molt popular pels seus papers de vilana, i també va aparèixer en moltes altres diferents gèneres de pel·lícules. En 1959 va ser coprotagonista amb Anabel Gutiérrez com una enamorada de Viruta i Capulina que eren una parella de còmics molt populars en aquest temps en la pel·lícula còmica "Angelitos del trapecio". una pel·lícula dramàtica de la revolució, "Sol en llamas", on va protagonitzar a la filla d'un hisendat durant l'aquesta pre-revolucionària a Mèxic 1910.
Acoblada a tots aquests gèneres, la seva singular bellesa sinistra i la seva actuació van captivar al públic que creia en el seu treball. En 1983 va respondre a una pregunta:
"Els vilans em van donar fama. La gent odiava els meus papers de maleïda, però només vaig fer quatre en la meva carrera. Sabia que ells m'odiarien. En la ment de la gent no em quedava com a vilana, però sí una actriu. Quan "Teresa" em detenien al carrer per a dir-me i advertir que no fos una mala filla, senyoreta comporta't millor amb els teus pares! Una altra gent em deia que horrible conducta! Darrere de tot això, jo feia la meva millor interpretació".
"Va filmar més de cinquanta pel·lícules, entre les més conegudes es poden comptar, Teresa, filmada en 1960, on és protagonista i actua al costat de grans figures del cinema nacional mexicà i internacionals, com Fernando Rey, Andrea Palma, Luis Beristáin, Manola Saavedra, Beatriz Aguirre on interpreta a una jove manipuladora, ambiciosa i perversa, que causa dolor entre els qui l'envolten i qui finalment, mai aconsegueix ser feliç en el terreny sentimental. He matado a un hombre, inta dirigida l'any de 1963, que va ser dirigida per Julio Bracho, on actua al costat de Fernando Soler, Guillermo Murray, José Gálvez, Andrés Soler, Enrique Lizalde, etc. i on protagonitza a una dona que en la seva obsessió per sortir de la pobresa, abandona al seu marit malalt. El derecho de nacer, coneguda història basada en la novel·la cubana de Felix B. Caignet que s'ha emportat en diverses ocasions a la televisió. Va ser dirigida per Tito Davison i filmada l'any de 1966, on Maricruz interpreta a "Isabel Cristina". La cinta narra la història d'una jove que s'enfronta a la seva autoritària família quan aquesta li exigeix l'avortament del seu fill. Actuen en aquesta pel·lícula Aurora Bautista, Augusto Benedico, Julio Alemán, Roberto Cañedo, Irma Lozano i Fernando Soler. Hasta el viento tiene miedo, cinta dirigida en el año de 1967, por Carlos Enrique Taboada, cinta dirigida l'any de 1967, per Carlos Enrique Taboada, on interpreta el paper de "Lucía", la Subdirectora. Cinta que es catáloga com d'horror gòtic i que és actualment considerada com de culte, entre els addictes a aquesta cinta. Actua aquí al costat de Marga López, Norma Lazareno, Alicia Bonet etc. i interpreta el paper d'una submisa mestra dominada per l'autoritària "Bernarda", la Directora.
Va ser també actriu de telenovel·les, entre que les seves més recordades poden citar-se: la versió televisiva de Teresa (1959); Dos caras tiene el destino, dirigida per Ernesto Alonso, l’any 1960; La tormenta, dirigida per Raúl Araiza, l’any 1967; No creo en los hombres, dirigida per Ernesto Alonso, l’any 1967; La sonrisa del diablo (1970); Viviana (1978), produïda per Valentín Pimstein i dirigida per Dimitrio Sarrás on desenvolupa el paper de Gloria, antagònica de Lucía Méndez, l'any de 1978, qui a més va ser el seu mestre en els seus temps d'estudiant. La seva última actuació va ser el 1982, en la telenovel·la En busca del paraíso, dirigida per Ernesto Alonso.
La qualitat actoral de Maricruz va resultar sempre indiscutible; podia interpretar a la perfecció tant el paper de vilana com el de víctima. Una cosa que es recorda d'ella és que els seus diàlegs els podia desenvolupar en situacions molt quotidianes, usuals en el món real, però inusuals davant de la càmera, com per exemple, estar-se raspallant el cabell, enfront d'un mirall, mentre desenvolupava el seu parlament.

## Vida personal
Encara que mai va ser obertament parlat o confirmat per l'actriu, es diu que era lesbiana i que fins i tot va arribar a mantenir una llarga relació amorosa amb la també actriu Beatriz Sheridan. A més, en un programa de TV Azteca titulat «La Historia detrás del mito», es va declarar que Olivier va ser arrestada durant una ràtzia que es va fer en una festa de lesbianes, i que una fotografia d'ella sent arrestada presa per un reporter, va ser adquirida per una important dona de la política mexicana.

## Malaltia i mort
El 10 d'octubre de 1984, Olivier va morir a causa d'una aturada cardíaca a l'Instituto Nacional de la Nutrición Salvador Zubirán a Ciutat de Mèxic, causat pel càncer de pàncrees que patia a l'edat de 50 anys. Encara que altres fonts afirmen que realment va decidir cometre suïcidi degut a la malaltia que patia i que a poc a poc la va anar deprimint. Una de les últimes visites que va rebre va ser de Mauro Santoyo, decorador i íntim amic de l'actriu, després d'escoltar el seu doctor dir que només duraria uns minuts més amb vida.
Les seves restes reposen en una cripta del Panteón Jardín, situat a la Ciutat de Mèxic.

## Trajectòria

### Pel·lícules
- La niña de los hoyitos (1983) .... Susana Zaldívar
- Tres mujeres en la hoguera (1979) .... Gloria
- Pobre niño rico (1974)
- El deseo en otoño (1972) .... Elena
- Trampa para una niña (1971)
- El oficio más antiguo del mundo (1970) .... Libertad
- Matrimonio y sexo (1970)
- Claudia y el deseo (1970) .... Claudia
- Tres noches de locura (1970) .... (segment "Luisa")
- Ha entrado una mujer (1970).... Elena
- Crónica de un cobarde (1970)
- Estafa de amor (1970) .... Mariana
- El caballo bayo (1969) .... Isabel
- Las pecadoras (1968).... Betty
- Hasta el viento tiene miedo (1968) .... Lucía
- Cómo pescar marido (1967) .... Gloria
- Un dorado de Pancho Villa (1967) .... Amalia Espinosa
- ¡Adiós cuñado! (1967) .... Julia Pérez
- La muerte es puntual (1967)
- Las amiguitas de los ricos (1967) .... Lía
- El derecho de nacer (1966) .... Isabel Cristina
- La vida de Pedro Infante (1966) .... María Luisa León
- Despedida de soltera (1966) .... Teresa
- He matado a un hombre (1964) .... Carmen
- Los novios de mis hijas (1964) .... Lupe
- Sol en llamas (1962) .... Isabel
- Teresa (1961) .... Teresa Martínez
- Chicas casaderas (1961) .... Marcela
- Los laureles (1961)
- Quinceañera (1960) .... María Antonia
- La sombra en defensa de la juventud (1960)
- El joven del carrito (1959)
- Angelitos del trapecio (1959) .... Tina
- Tres desgraciados con suerte (1958)
- Los mujeriegos (1958) .... Rosario
- Esposa te doy (1957) .... Amelia
- Cada hijo una cruz (1957) .... Amalia
- Pura vida (1956) .... Esperanza
- El asesino X (1955)
- Si volvieras a mí (1954) .... Eva
- El gran autor (1954) .... Aurora
- Orquídeas para mi esposa (1954) .... Marta
- La extraña pasajera (1953) (com María de la Cruz) .... Carmela
- Esos de Pénjamo (1953) (com María de la Cruz Olivier)

### Telenovel·les
- En busca del paraíso (1982-1983) .... Patricia
- Viviana (1978-1979) .... Gloria
- Donde termina el camino (1978) .... Margarita
- Barata de primavera (1975-1976) .... Marcela Grey
- Los que ayudan a Dios (1973-1974) .... Julia del Valle
- Las gemelas (1972) .... Paula/Amelia
- La sonrisa del diablo (1970) ... Deborah
- No creo en los hombres (1969) .... María Victoria
- Estafa de amor (1968) .... Mariana
- La tormenta (1967) .... Lorenza "Loren" Paredes
- La sembradora (1965) .... Mercedes
- Las abuelas (1965)
- Juan José (1964)
- El dolor de vivir (1964)
- Traicionera (1963)
- Eugenia (1963) .... Eugenia
- Borrasca (1962) .... Ana Luisa
- Prisionera (1962)
- Dos caras tiene el destino (1960) .... Marga/Rita
- Teresa (1959) .... Teresa

## Teatre
- 1952.- Los Fernández de Peralvillo. -Raquel
- 1952.-Fiesta trágica. -Lucila
- 1953.- No es cordero, que es cordera. -Olivia
- 1954.- Cuando los hijos de Eva no son los de Adán. - Beatriz
- 1954.-Gigi. -Gigi.
- 1954.-La cena de los reyes. -Silvia
- 1956.-El amor tiene su aquel. -Andrea
- 1956.-La Muralla. -Amalia
- 1957.-El mundo de cristal. - Tullidita
- 1958.- Dime con quién andas. -Ann
- 1959.-La cena de los tres reyes. -Silvia
- 1959.- Jano es una muchacha. -Jano/Tapatío
- 1961.-Santa Juana. -Juana de Arco
- 1962.- Un sombrero lleno de lluvia. -Celia
- 1963.-El amor tiene su aquel. -Andrea
- 1966.- La señorita Julia. -Julia
- 1980.- El luto embellece a Electra. -Lavinia